# Lyski (gmina)
Lyski – gmina wiejska w Polsce położona w województwie śląskim, w powiecie rybnickim. W latach 1975–1998 gmina administracyjnie należała do województwa katowickiego.
Siedziba gminy to Lyski.
Według danych z 30 czerwca 2004 gminę zamieszkiwały 8904 osoby. Natomiast według danych z 31 grudnia 2017 roku gminę zamieszkiwało 9636 osób.
Według danych z 31 grudnia 2019 roku gminę zamieszkiwały 9654 osoby.

## Struktura powierzchni
Według danych z roku 2002 gmina Lyski ma obszar 57,83 km², w tym:
- użytki rolne: 53%
- użytki leśne: 36%

Gmina stanowi 25,74% powierzchni powiatu.

## Oświata
W gminie Lyski znajduje się 9 przedszkoli i 5 szkół podstawowych.

## Transport

### Drogi
Przez gminę przebiegają następujące drogi wojewódzkie:
- 923 Racibórz (Markowice) - Raszczyce - Żytna - Nowa Wieś - Dzimierz - Pstrążna - Rzuchów

Na zachodzie przy granicy Raciborza z gminą Lyski, przebiega droga wojewódzka nr 919. Ma ona 36 km długości, przebiega w całości przez województwo śląskie, łączy Racibórz z Sośnicowicami.
Na terenie gminy, biegną drogi powiatowe:
| Numer drogi | Przebieg odcinka trasy | Długość drogi w (m) |
| ----------- | --- | ------------------- |
| 3536S       | Sumina (ul. Dworcowa) - Zwonowice (ul. Sumińska, ul. Wyzwolenia) | 6 025               |
| 3537S       | Adamowice (ul. Szkolna) | 1 495               |
| 3538S       | Pstrążna (ul. Morcinka) | 1 089               |
| 3546S       | Raszczyce (ul. Szkolna) | 583                 |
| 5025S       | Sumina (ul. Dworcowa, ul. Kamionki) - Łuków (ul. Wolności) - Czernica (ul. Wolności)                                                                                  | 8 022               |
| 5601S       | Nowa Wieś (ul. Rybnicka) - Lyski (ul. Rybnicka, ul. Wolności) - Sumina (ul. Wolności, ul. Sumińska) - Gaszowice (ul. Sumińska) - Jejkowice (ul. Sumińska, ul. Główna) | 9 867               |
| 5604S       | Raszczyce (ul. Raciborska) - Adamowice (ul. Rybnicka) - Bogunice (ul. Raciborska)                                                                                     | 7 818               |
| 5608S       | Sumina (ul. Główna) - Gaszowice (ul. Wiejska, ul. Rybnicka) - Szczerbice (ul. Rybnicka) - Jejkowice (ul. Główna)                                                      | 5 060               |
| 5618S       | Czernica (ul. Powstańców) - Pstrążna (ul. Topolowa) | 3 223               |
|             | | 43,182              |

### Kolej
Przez gminę Lyski przechodzą czynne linie kolejowe:
- 140 Katowice Ligota - Nędza, linia ma długość 58 km
- 173 Rybnik - Sumina, linia ma długość 12,5 km

Gmina Lyski posiada dwie stacje kolejowe, są to: Sumina (Sumina), Sumina Wieś (Sumina).

## Demografia

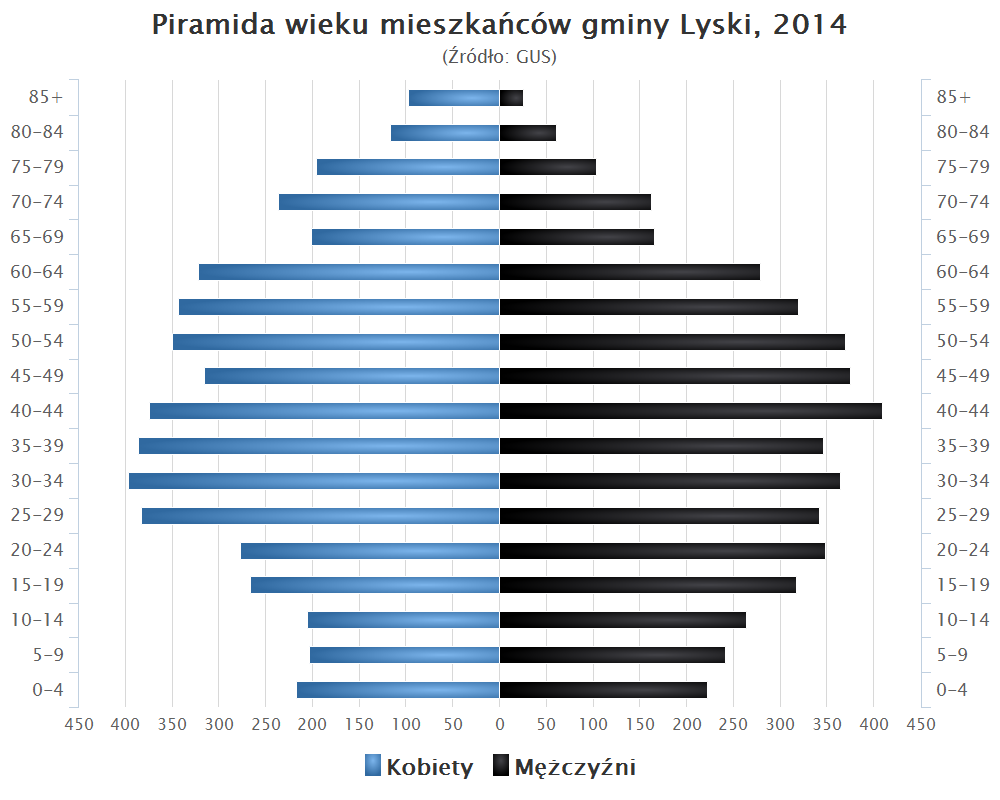
Piramida wieku mieszkańców gminy Lyski w 2014 roku

Dane z 30 czerwca 2004:
| Opis                              | Ogółem | Ogółem | Kobiety | Kobiety | Mężczyźni | Mężczyźni |
| --------------------------------- | ------ | ------ | ------- | ------- | --------- | --------- |
| jednostka                         | osób   | %      | osób    | %       | osób      | %         |
| populacja                         | 8904   | 100    | 4537    | 51      | 4367      | 49        |
| gęstość zaludnienia (mieszk./km²) | 154    | 154    | 78,5    | 78,5    | 75,5      | 75,5      |

## Sołectwa

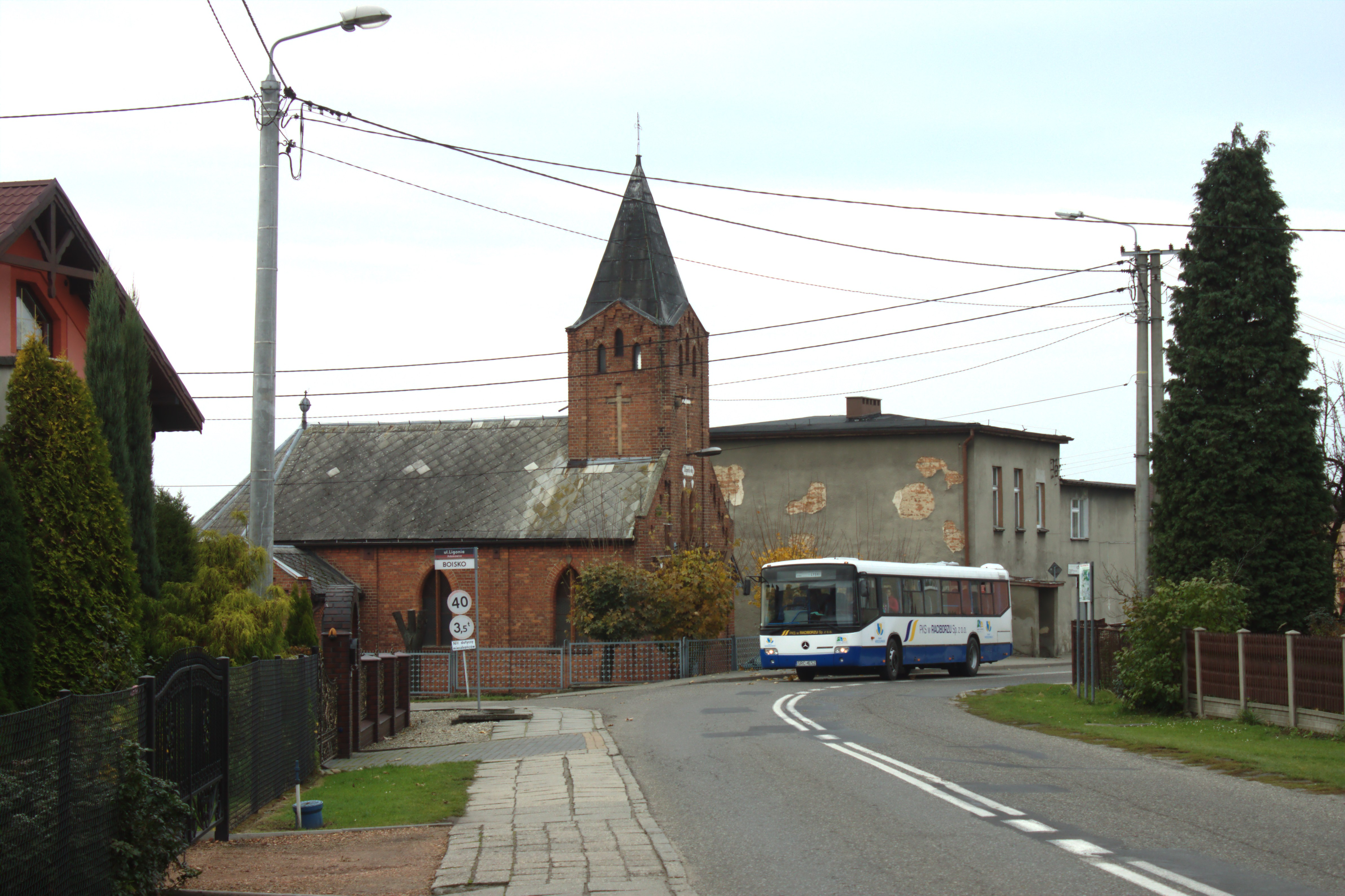
Kaplica w Adamowicach

Adamowice, Bogunice, Dzimierz, Lyski, Nowa Wieś, Pstrążna, Raszczyce, Sumina, Zwonowice, Żytna.

## Sąsiednie gminy
Gaszowice, Kornowac, Kuźnia Raciborska, Nędza, Racibórz, Rybnik